# Rinnenberg
Das Naturschutzgebiet Rinnenberg liegt auf dem Gebiet der Gemeinde Extertal im Kreis Lippe in Nordrhein-Westfalen.

## Lage
Das Gebiet mit dem 200 Meter hohen Rinnenberg erstreckt sich nördlich von Bremke, einem Ortsteil von Extertal. Am westlichen Rand des Gebietes verläuft die Kreisstraße 51 und am östlichen Rand die Kreisstraße 49. Nordwestlich verläuft die Landesgrenze zu Niedersachsen.

## Bedeutung
Das etwa 53 Hektar große Gebiet mit der Schlüssel-Nummer LIP-074 steht seit dem Jahr 2007 unter Naturschutz. Schutzziele sind 
- die Erhaltung von wärmeliebenden Niederwaldgesellschaften unter besonderer Berücksichtigung der arealgeographisch bedeutenden Vorkommen der Elsbeere durch Wiederaufnahme der historischen Nutzungsform,
- in den übrigen Waldbereichen die ungestörte Waldentwicklung (Prozessschutz),
- der Schutz der ökologisch wertvollen Eichenbestände und
- die Entwicklung von Altholzgesellschaften.[2]